# Origini del cristianesimo

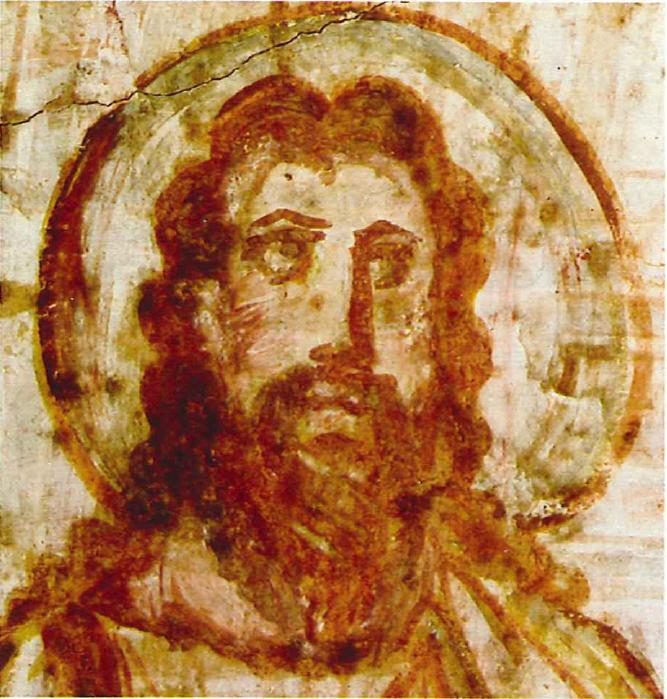
Pittura murale raffigurante Gesù (catacomba di Commodilla a Roma, fine IV secolo-inizi del V)

Le origini del cristianesimo vanno individuate nella predicazione e negli atti di Gesù, che agli occhi dei suoi seguaci e dei suoi discepoli, rappresentò la realizzazione delle aspettative messianiche presenti nella tradizione del pensiero e degli scritti sacri della civiltà ebraica, che però, più in generale e in conformità all'istanza nazionalistica, sperava anche in una liberazione politica dalla dominazione romana.

## Contesto storico
Secondo Antonio Desideri, la predicazione di Gesù si inquadra in un periodo di profonda crisi spirituale, preludio di quella politica ed economica: il tradizionale paganesimo greco non sembrava più in grado di soddisfare l'ansia di significato di fronte al mistero della vita e della morte, come appare dal diffondersi di culti misterici, come quelli dionisiaci, orfici ed eleusini in Grecia, quelli di Adone in Siria, quelli di Cibele in Asia minore, quelli di Mitra in Persia, quelli di Osiride in Egitto. Le dottrine escatologiche di questi culti venivano illustrate attraverso riti iniziatori: l'esoterismo esulava dal controllo statale cui erano sottoposte le religioni tradizionali e, d'altra parte, non v'era preclusione di razza, casta o nazione per accedere alle sette. La diffusione del mitraismo fu di proporzioni tali che fu superata solo da quella del Cristianesimo. Particolarmente importante nella propagazione di questi culti fu il ruolo dei militari asiatici, chiamati a difendere le frontiere dell'Impero romano sul Danubio, sul Reno, sul vallo di Adriano.
La scarsità di scritti ebraici e greci sull'argomento rendono complessa una valida indagine storico-critica. Gesù è menzionato in alcuni testi non cristiani (principalmente nelle Antichità giudaiche di Flavio Giuseppe e negli Annali di Tacito), ma ciò che conosciamo di lui, della sua vita, dei suoi detti e dei suoi insegnamenti proviene quasi esclusivamente dai Vangeli e dalle lettere del Nuovo Testamento.

## Le radici ebraiche del cristianesimo

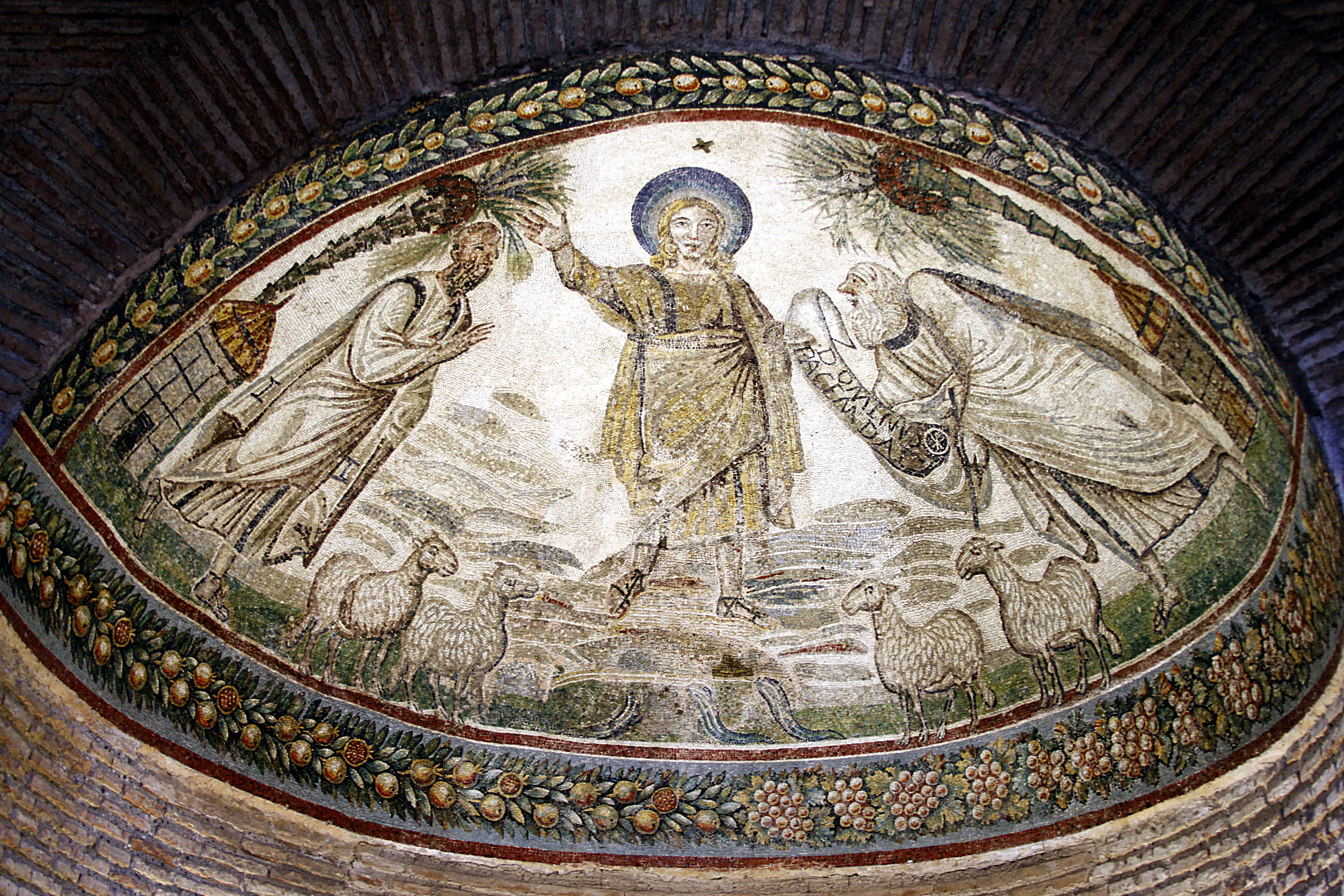
Traditio legis, con il Cristo imberbe (mausoleo di Santa Costanza a Roma, 340)

Il cristianesimo è profondamente radicato nella religione degli ebrei. Il gruppo nascente di seguaci continuò a sentirsi nell'alveo dell'ebraismo. A Gerusalemme, i credenti cristiani, come raccontano i primi capitoli del libro degli Atti degli Apostoli, si radunavano sotto il portico di Salomone del Tempio. Le stesse missioni dell'apostolo Paolo nelle varie città dell'Asia minore e della Grecia avevano come primo obiettivo le riunioni nella sinagoga locale.
La coscienza di essere diversi maturò lentamente nel nuovo gruppo e si evidenziò solo nel corso del primo decennio di vita del movimento, in concomitanza con la persecuzione a Gerusalemme e la fondazione della nuova comunità di Antiochia di Siria. Fu, probabilmente, proprio la violenta reazione farisaica e sacerdotale che spinse i credenti cristiani a dare inizio a comunità proprie e distinte. Notevole al riguardo è un testo dello Šemônê ‘esre, che introduceva la celebrazione sinagogale e che proviene da un frammento della Genizah del Cairo, conservando chiara menzione dei cristiani (o "nazareni") nella dodicesima benedizione:
Che i Giudei maledicessero i Cristiani nella preghiera, è testimoniato anche da Giustino, Girolamo ed Epifanio. Giustino, in particolare, rinfaccia ai Giudei di maledire nelle sinagoghe coloro che si son fatti cristiani.
Gli ebrei convertiti non si autodefinivano cristiani: ciò è testimoniato dagli Atti degli Apostoli, da cui si desume che il termine "cristiani" venne coniato solo qualche decennio dopo i fatti di Gesù e probabilmente in senso dispregiativo.
Prima di allora, veniva utilizzato il termine "la Via" per indicare i credenti cristiani.
La conversione di Paolo, che di Antiochia fece la sua base per le missioni, accelerò la definizione della dottrina e chiarì l'orientamento universalistico della fede cristiana. Il tronco era ancora l'ebraismo, le sue scritture, la sua etica, ma l'attesa messianica non c'era più. Il concilio di Gerusalemme del 50 sancirà il riconoscimento della universalità della nuova fede e il distacco dall'osservanza dei rituali dell'ebraismo.

### Le correnti del giudaismo
La definizione delle caratteristiche peculiari che distinsero il cristianesimo dall'ebraismo non fu quindi immediata ma progressiva, anche perché lo stesso giudaismo (cioè l'ebraismo nelle forme che assunse nel periodo in questione) non si presentava come una struttura monolitica; di fronte ad alcune idee fondamentali e comuni, come il monoteismo, il ritualismo del Tempio, le Scritture e la tradizione antica, si presentava frammentato in una serie di correnti religiose che conosciamo essenzialmente tramite Giuseppe Flavio e dai vangeli: i sadducei, gli erodiani, i farisei, gli zeloti, i samaritani, gli esseni e i battisti. I battisti erano presenti già da tempo nelle zone del Giordano (Giovanni il Battista fu uno di questi): predicavano il ravvedimento e si caratterizzavano per dei riti di iniziazione tra cui le immersioni in acqua. I sadducei erano essenzialmente l'élite aristocratica e sacerdotale, caratterizzati dalla fedeltà alla Torah e contrari alla tradizione (halakhah); respingevano inoltre il concetto di resurrezione. I farisei invece, pur distinti in due grandi scuole che presero nome dai rabbini Hillel e Shammai, avevano un costrutto giuridico-dogmatico complesso ed in evoluzione, che influenzerà profondamente il giudaismo posteriore ed in misura minore anche il cristianesimo. Infine gli esseni, comunità di appartati, che si ritenevano gli unici e veri israeliti: erano osservanti rigidi del ritualismo prescritto, con un severo codice di vita e un'aspettativa escatologico-apocalittica. Un apocrifo, il Testamento dei Dodici Patriarchi, sembra essere un loro scritto cristianizzato in seguito.

## Il rapporto con l'Impero romano

Ichthys, acronimo di Ιησοῦς Χριστός Θεoῦ Υιός Σωτήρ (Iesùs CHristòs THeù HYiòs Sotèr)»

Fino alla metà del I secolo, neanche i Romani erano in grado di distinguere tra cristiani ed ebrei e ritennero il cristianesimo soltanto una setta estremista e litigiosa dei Giudei. Lo prova indirettamente l'espulsione dei Giudei da Roma con l'editto di Claudio, fatto riportato sia da Svetonio, il quale ritiene che l'agitatore giudeo sia un certo Cresto (Iudaeos impulsore Chresto assidue tumultuantis Roma expulit), sia dal resoconto contenuto negli Atti:
I Romani infatti, all'inizio, non perseguitarono i cristiani in quanto tali e non li ritennero pericolosi per lo Stato finché non si resero conto che il cristianesimo era una religione diversa da quella ebraica (che godeva dello status di religio licita). La stessa persecuzione di Nerone fu, infatti, locale e limitata a Roma. Nel 64, scoppiò il grande incendio di Roma, del quale il medesimo imperatore fu accusato dall'opinione pubblica, come riferisce Tacito; questi narra che l'imperatore cercò in tutti i modi di favorire le vittime del disastro e di stornare da sé l'accusa che pendeva sul suo capo, con vari provvedimenti.
(Tacito, Annales)
I cristiani apparvero in breve un perfetto capro espiatorio. A questo punto, Tacito inserisce un esplicito riferimento a Cristo ed ai suoi seguaci:
(Tacito, Annales, XV.44)
Più in generale, il capo d'accusa imputato ai cristiani ("odio del genere umano") non costituiva un titolo giuridico effettivo, ma assunse, almeno secondo gli apologeti cristiani, vigore di legge, nella formulazione non licet esse vos ("essere come voi non è lecito"): la menziona Tertulliano, come Institutum Neronianum, e a lui si allineano, probabilmente sempre con riferimento a Nerone, Lattanzio, l'apologeta Apollonio e Origene. Sul fondamento giuridico delle persecuzioni ai cristiani sono state sviluppate tre teorie. La prima riguarda l'esistenza, citata da diversi autori cristiani, di una o più leggi specificatamente anticristiane, che ad oggi non sono state però identificate: un senatoconsulto del 35 e l'Institutum Neronianum sono stati ad esempio indicati in via congetturale, senza che si possa però attestare che fossero iniziative espressamente dedicate ai cristiani. L'esercizio del potere coercitivo da parte dei magistrati romani per mantenere l'ordine pubblico costituisce invece il nucleo della seconda teoria, che enfatizza in particolare il ruolo degli organi periferici e l'azione condotta nelle province, anche senza lo svolgimento di regolari processi. Secondo un terzo orientamento la repressione della nuova religione avrebbe infine trovato il suo fondamento nel diritto penale comune (lesa maestà, sacrilegio e simili).
L'atteggiamento dell'Impero nei confronti della nuova setta appare condizionato sia dalla diffidenza, e spesso dall'ostilità, del popolo, sia dal contrasto con la scala di valori dei cristiani, evidente ad esempio nel rifiuto di sacrificare all'imperatore. Era probabile intenzione di Tiberio, stando a Tacito, di legalizzare la nuova setta, soprattutto per il suo carattere messianico privo di portato politico e anti-romano. L'imperatore intendeva sottrarre alla giurisdizione del Sinedrio il cristianesimo, così com'era stato fatto per i Samaritani. L'importanza della stabilità della frontiera orientale era tale agli occhi di Tiberio che tra il 36 e il 37 il legatus in Giudea Vitellio operò su suo ordine contro Caifa e Pilato. Vi è traccia della questione della liceità della nuova religione anche nella vicenda del senatore Apollonio (l'apologeta summenzionato), condannato a morte ai tempi di Commodo (183-185) "in base ad un senatoconsulto". Il prefetto del pretorio Tigidio Perenne avrebbe voluto salvare Apollonio, ma il responso del senatoconsulto sottolineò che mê exeinai Khristianous einai, "non è lecito essere cristiani", formula che corrisponde a quella di Tertulliano (non licet esse vos).
Un'altra importante testimonianza per intendere le relazioni tra Impero e nuova religione è contenuta in un carteggio tra Plinio il Giovane, in quel periodo (111-113) governatore della Bitinia, e l'imperatore Traiano. Plinio, a motivo dell'incertezza con cui si è dovuto comportare di fronte a diversi processi intentati contro cristiani, vittime di delazione, chiede per lettera all'imperatore che linea adottare. In particolare, egli è incerto se i cristiani debbano essere condannati in quanto tali o in evidenza di reati specifici e se possa avere luogo il proscioglimento di coloro che adorano i simulacri dei numi e l'immagine dell'imperatore. La risposta dell'imperatore è in continuità con quella di Tiberio e nel segno della moderazione: anche se "non è possibile stabilire una norma universale", i cristiani non vanno cercati ma andranno puniti nel caso non siano disposti a rinnegare la fede in Cristo. L'imperatore, inoltre, condanna la delazione: infatti "ciò è di pessimo esempio e indegno dei nostri tempi".

## Le due anime del cristianesimo delle origini:ecclesia ex circumcisioneedex gentibus

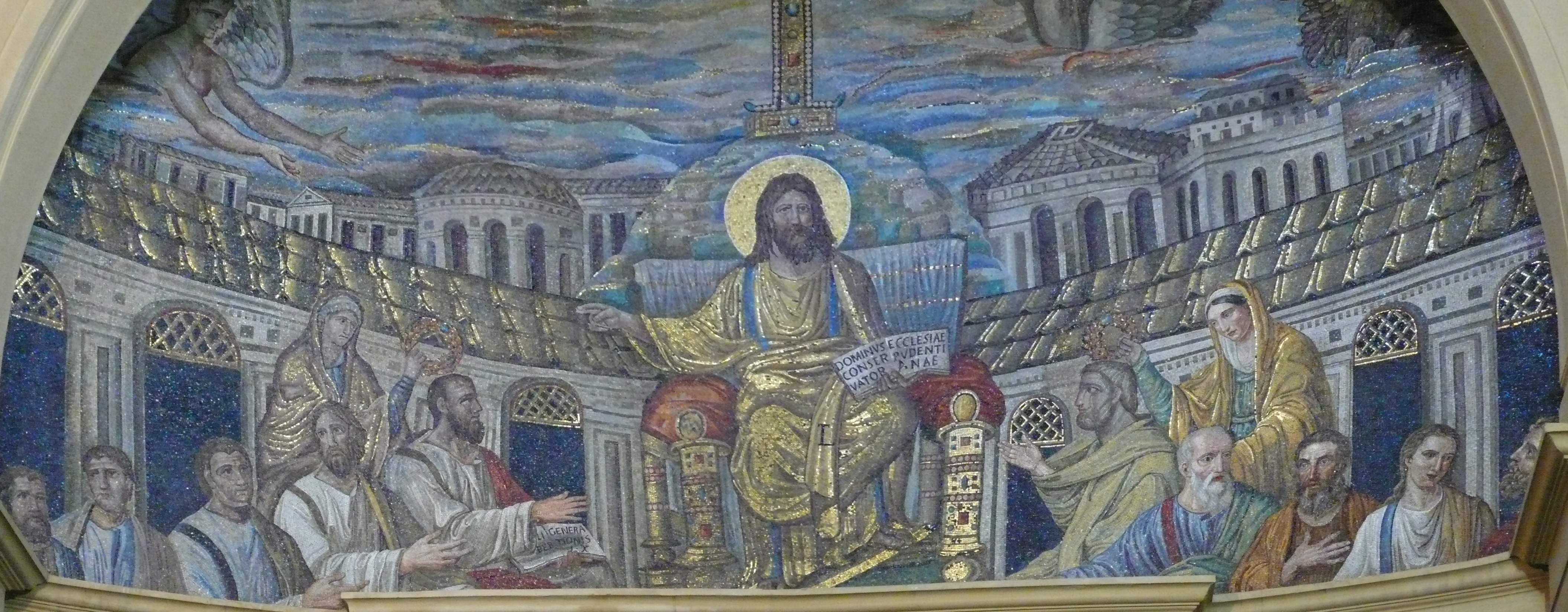
Basilica di Santa Pudenziana (fine del IV secolo): ai lati del Cristo, posto al centro, stanno i cristiani ex gentibus (Paolo, a sinistra) e quelli ex circumcisione (Pietro, a destra)

Il proselitismo nei confronti dei "gentili" vede due momenti fondamentali: uno precedente la morte di Gesù, l'altro successivo. Finché fu in vita, infatti, Gesù proibì ai suoi discepoli di volgere la predicazione ai pagani. Ma vi sono due importanti eccezioni: quella del centurione a Cafarnao (Vangelo di Matteo, 8,5) e quella della donna siro-fenicia (Matteo, 7,27). Dopo la morte, il Gesù risorto avrebbe affidato agli apostoli il compito di annunciare l'evangelo senza distinzioni (Marco, 16,15 e Matteo, 28,19).
Fu Paolo di Tarso a farsi effettivamente carico di questo mandato: per dare opportuno fondamento a questa apertura non poté limitarsi ai soli Vangeli, dovendo appoggiarsi anche all'Antico Testamento, che fa esplicito riferimento alla partecipazione dei gentili alla salvezza. Era infatti una promessa degli antichi profeti, quando ad esempio si riferiscono al pellegrinaggio escatologico dei popoli al momento del giudizio finale o fanno riferimento alla sottomissione delle altre nazioni alla possanza del Signore.

### Le comunità giudeo-cristiane
Le comunità della Palestina furono costituite principalmente da giudei convertiti; dopo il 70 la loro importanza iniziò a declinare. Dopo la testimonianza degli Atti degli apostoli e delle Lettere di Paolo relativa al primo periodo e alla Chiesa di Gerusalemme, approssimativamente, tra il 30 e il 60 d.C., le loro tracce si confondono. Si sa del loro attaccamento alle tradizioni ebraiche, come la celebrazione della Pesach il 14 Nisan e delle feste prescritte ma, soprattutto, alla circoncisione. Sembra che i giudeo-cristiani accettassero come scritto sacro solo il Vangelo di Matteo (forse quella versione in ebraico di cui parla Papia), che è quello con la più marcata impronta semitica e, forse, anche la Lettera di Giacomo. Erano diffusi tra loro anche il Vangelo di Tommaso e il Protovangelo di Giacomo. Dalla Lettera di Barnaba si desume la loro venerazione per Giacomo, fratello del Signore, mentre dagli scritti pseudo-clementini, attribuiti ad ambienti giudeo-cristiani, traspare una certa avversione per Paolo. Da ambienti giudeo-cristiani derivano sicuramente alcune sette specifiche come gli ebioniti, gli elcasaiti e i nazarei. Di essi abbiamo notizia quasi esclusivamente dagli scritti dei Padri della Chiesa.
Quanto ai nazarei, setta giudeo-cristiana, avevano come testo sacro, secondo san Girolamo, un Vangelo di Matteo in aramaico. Si ritiene oggi che si trattasse del Vangelo secondo gli Ebrei.
Le notizie che possediamo sulle sette di derivazione giudeo-cristiana, anche se scarne, fanno tuttavia intravedere una notevole analogia con l'essenismo, soprattutto nelle loro dottrine dualistiche a carattere gnostico, nel loro esoterismo e nel loro attaccamento alle tradizioni giudaiche.

### L'ultimo trentennio del I secolo
Dopo la caduta di Gerusalemme, nel 70 d.C., il giudaismo palestinese iniziò a riorganizzarsi, guidato dalla componente farisaica. Uno dei primi provvedimenti dopo la costituzione del nuovo Sinedrio, non più a Gerusalemme ma a Iamnia, fu quello di espellere la componente giudeo-cristiana che fino ad allora non aveva cessato di ritenersi parte del giudaismo. Erano già nati nel suo ambito alcuni scritti come il Vangelo di Matteo, forse la Lettera di Giacomo e tanti altri minori, come raccolte di discorsi e atti di Gesù. L'essere staccati bruscamente dal tronco dell'ebraismo provocò un certo disorientamento nell'ambito delle comunità giudeo-cristiane: sotto l'impulso dei diversi orientamenti dei convertiti (farisei, esseni, messianisti, dottori della legge ma anche semplici contadini e benestanti) si confrontarono idee che sarebbero state, nei secoli successivi, fonte di dispute dottrinali, ad esempio in relazione alla trinità e alla realtà dell'incarnazione.
Nel tentativo di salvaguardare l'assoluto monoteismo del giudaismo, espresso nel solenne postulato deuteronomico "Ascolta, Israele: il Signore, Iddio nostro, è l'unico Dio" (6.4), alcuni svilupparono una concezione modalistica della trinità di Dio, intesa non come unione di tre persone ma come tre modi di manifestarsi dell'unico Dio, che agirebbe a volte come Padre, a volte come Figlio e a volte come Spirito Santo. Tra i propugnatori di tali idee vi furono Noeto di Smirne e Prassea; il primo affermava che Cristo, essendo Dio, andava identificato col Padre, il quale quindi avrebbe sofferto sulla croce, presentandosi in forma umana come Figlio e sarebbe poi risuscitato di nuovo come "sé stesso" (patripassianesimo).
Una seconda posizione verteva su una concezione adozionistica della figura di Gesù, semplice uomo di straordinarie virtù, adottato come Figlio di Dio e accreditato per mezzo di opere potenti in qualità di messia. Cerinto, secondo Ireneo di Lione, riteneva che Gesù fosse figlio di Giuseppe e Maria, che al suo battesimo il Cristo fosse sceso su di lui in forma di colomba allo scopo di annunziare il Padre ignoto e compiere miracoli, e se ne fosse dipartito prima della crocifissione. Fu proprio questo uno dei motivi che spinsero Giovanni a scrivere il suo Vangelo, secondo quanto afferma Ireneo. È proprio verso la fine del I secolo che avviene il distacco sempre più marcato tra la componente giudeo-cristiano più ortodossa e le devianze settarie. Sembrano infatti dirette a questa componente, presente in tutta l'area mediorientale e dell'Asia minore, la Lettera di Giuda e la Prima e la Seconda lettera di Pietro, con il loro tono rigoristico e di avvertimento circa "coloro che si sono infiltrati tra noi".
Tramite le scarne notizie di Egesippo (II secolo) e di Girolamo sembra potersi desumere che il giudeo-cristianesimo si sia diffuso oltre i confini della Palestina ed anche in Siria.

## La natura del messaggio cristiano
Complessivamente, il Cristianesimo si presentava come una religione escatologica e soteriologica, come ben evidenzia lo storico della filosofia Giuseppe Faggin: il Figlio di Dio è rivelatore di una verità che non ha origini umane ed è foriero di un messaggio salvifico per l'uomo, il kèrigma (κήρυγμα). La natura fisica non è più sottomessa ad un Fato ineluttabile né è più percorsa dal Maligno in quanto Gesù Cristo assumendola in sé l'ha riscattata da ogni presenza impura e da ogni cieca necessità: è il primato del Divino e dello Spirituale.  Di fronte alla filosofia greca che concepiva Dio sempre su base cosmologica, ora come un Essere trascendente ma impersonale, ora come la legge stessa immanente del cosmo, Cristo afferma la Paternità divina che è personalità vivente. Dio è volontà creatrice libera, è Amore assoluto, è "Emmanuel": Dio con noi. Al centro del messaggio cristiano sta la dignità della persona insieme con l'Incarnazione di Cristo da cui è inseparabile. La "meraviglia" (θαυμασμός) di fronte all'universo, costante emozionale della cultura della Grecia antica votata alla contemplazione, cede il posto alla "speranza" nell'avvento del Regno di Dio. La Fede accoglie il messaggio soprannaturale, la Carità s'impegna a realizzarlo fra gli uomini, la Speranza è fiducia nel trionfo finale del Bene. E la filosofia cosiddetta cristiana sarà una riflessione chiarificatrice e sistematrice degli elementi dogmatici della Rivelazione, per cui col Cristianesimo non ha più senso la conoscenza pura dei Greci, l'indagine disinteressata dell'intelligenza, la filosofia come ricerca umana e razionale della verità. Cambia anche la concezione dell'arte: la creazione di opere e forme belle sono cose vane. L'arte potrà rinnovarsi solo se riuscirà ad elevare parole e immagini a rivelazioni sensibili del Divino.
I tre termini soprarazionali irriducibili del pensiero cristiano sono: la creazione del mondo dal nulla per un atto libero della volontà divina; l'Incarnazione divina in cui il corporeo assunto dal Figlio di Dio nell'unità della propria persona restaura la creazione violata dal peccato dell'uomo; la resurrezione dei corpi che chiude il ciclo della storia divina cominciato con l'atto creativo e culminata con l'incarnazione del Verbo. L'uomo è quindi rivalutato, è divinizzato una volta saldata la lacerazione fra Divino e umano per opera dell'incarnazione; perciò la dignità della persona è centro del messaggio cristiano insieme con l'incarnazione di Cristo e da essa inseparabile.
Quanto al Male, esso assume un significato etico dato che non costituisce più col Bene un insanabile dualismo ontologico e non è nemmeno — come pensavano i socratici intellettualisti — un venir meno dell'intelligenza, un atto di pura ignoranza, ma è un atto di ribellione della volontà che sovverte l'ordine cosmico nei cieli (ribellione di Lucifero) e nella terra (peccato originale di Adamo).
Il messaggio cristiano è riportato nei testi del Nuovo Testamento. Il Cristo storico dei Vangeli di Marco, Luca e Matteo assume significati dogmatico-dottrinali più rigorosi e si trasforma nel Cristo mistico nel Vangelo di Giovanni e nella predicazione di San Paolo. In quest'ultimo la teologia si fa decisamente cristocentrica, l'opera della redenzione s'inserisce nella storia illuminandone il senso universale ed il messaggio cristiano assume una formulazione dottrinale destinata ad esercitare un influsso notevolissimo sugli sviluppi del pensiero ecclesiastico. Con Adamo comincia il regno della morte e della colpa per cui l'umanità si allontana da Dio e la legge mosaica non riesce, con i suoi precetti, a infondere alla coscienza una forza morale che la salvi (Lettera ai Romani, 7, 7 sgg.). Cristo, antitesi di Adamo, instaura il regno della vita e della grazia: Egli è l'unico mediatore fra Dio e gli uomini, con lui tutti moriamo al peccato e rinasciamo alla vita eterna (Lettera agli Ebrei 4, 14; 5, 5, Prima lettera a Timoteo, 2, 5); del Suo corpo noi partecipiamo formando un'unità divina (Prima lettera ai Corinzi, 10, 17) e di questo corpo mistico lo Spirito è l'anima vivificante, nella quale l'uomo, riscattato dalla tirannia della legge, ritrova la sua libertà interiore: "dove è lo Spirito del Signore ivi è la libertà" (Seconda lettera ai Corinzi, 3, 17). E nel prologo del Vangelo di Giovanni Gesù Cristo è il Verbo incarnato; Egli è la Vita, la Luce e l'Amore: " In principio era il Verbo, il Verbo era presso Dio e il Verbo era Dio. Egli era in principio presso Dio: tutto è stato fatto per mezzo di lui, e senza di lui niente è stato fatto di tutto ciò che esiste. In lui era la vita e la vita era la luce degli uomini; la luce splende nelle tenebre, ma le tenebre non l'hanno accolta." (I, 1-5). A differenza dei tre sinottici in cui prevale lo stile parabolico, nel Vangelo di Giovanni emerge in primo piano il mistero salvifico di Cristo. Già nel prologo Giovanni affronta la questione della divinità di Cristo con un linguaggio teologico denso di influssi platonici. Cristo è il Lògos (Verbo) incarnato: il significato della presenza del divino nella storia umana è chiaro, come già ricordato, attraverso il costante ripetersi dei temi della Luce, della Verità e della vita.
Dai Padri Apostolici, agli Apologisti, alla Patristica, alla Scolastica la riflessione razionale sulla Rivelazione originaria è tutta mirata a costruire un inequivocabile, sicuro edificio dogmatico unitario e compatto. Si tratta di un'elaborazione dottrinale molto complessa e completa dal punto di vista teologico, ottenuta attraverso i vari Concili ecumenici i quali fissano le varie formule teologiche con la diretta assistenza dello Spirito Santo. E la Verità del Cristianesimo si dichiara evidentemente come super-storica.
Il Cristianesimo è dunque fautore di una concezione volontaristica e personalistica dell'uomo ma i fatti mondani, la natura fisica, l'universo nella sua totalità sono subordinati alla sorte spirituale della persona e al problema della sua salvezza.
"Quindi l'uomo, non il cosmo, è il nucleo del messaggio cristiano. Ma l'antropocentrismo del Cristianesimo rimanda al teocentrismo che lo condiziona e gli conferisce il suo autentico significato ideale e storico".

### Riferimenti
1. 1 2  Antonio Desideri, Storia e storiografia, ed. D'Anna, Messina-Firenze, 2015, vol. I, pag. 1.
2. ↑  In J. Maier (1994), p. 63 con altri passi paralleli; R. Penna (2000), p. 248. Una trattazione di questa preghiera in E. Schürer, Storia del popolo giudaico al tempo di Gesù Cristo, vol. II, Brescia, 1987, pp. 547-554.
3. ↑   Shlomo Sand, L'invenzione del popolo ebraico, Rizzoli, 2010, ISBN 978-88-17-04451-6.
4. ↑  (EN) Causes of Roman Persecution, su ccel.org, History of the Christian Church.
5. ↑   Flavio Modena, Nerone: colpevole o innocente?, su rcslibri.corriere.it.
6. ↑   Igino Giordani, Il messaggio sociale del cristianesimo, Roma, Città Nuova, 2001, ISBN 88-311-2424-2.
7. 1 2 3   Laura Solidoro Maruotti, Sul fondamento giuridico delle persecuzioni dei cristiani (PDF)[collegamento interrotto], lezione tenuta presso la Sede napoletana dell'AST il 17 febbraio 2009.
8. ↑   C.G. Starr, Storia del mondo antico, Editori Riuniti, 1977.
9. ↑  Annales, 6.32, passaggio commentato in Ilaria Ramelli, Possible historical traces in the "Doctrina Addai", Gorgias Press 2009 Archiviato il 4 maggio 2007 in Internet Archive..
10. ↑  Giuseppe Flavio, Antichità giudaiche, 18. 89-90 e 122.
11. ↑  I commentarii di Vitellio sono citati da Tertulliano in De anima, 46.
12. ↑  Eusebio, Storia ecclesiastica, 5.21.4.
13. ↑   Marta Sordi, I cristiani e l'Impero Romano, Jaca Book, 2004.
14. ↑  Lettere citate in Antonio Desideri, Storia e storiografia, ed. cit., p. 15.
15. ↑   Mt 8,5, su La Parola - La Sacra Bibbia in italiano in Internet.
16. ↑   Mt 7,27, su La Parola - La Sacra Bibbia in italiano in Internet.
17. ↑   Mt 16,15, su La Parola - La Sacra Bibbia in italiano in Internet.
18. ↑   Mt 28,19, su La Parola - La Sacra Bibbia in italiano in Internet.
19. ↑   Dt 6.4, su La Parola - La Sacra Bibbia in italiano in Internet.
20. ↑  Faggin 1983, pp. 179-180.
21. ↑  Faggin 1983, pp. 181-.
22. ↑  Faggin 1983, pp. 182-184.
23. ↑  Faggin 1983, p. 186.
24. ↑  Faggin 1983, pp. 186-188.
25. ↑  "Vangeli" in Letteratura, le Garzantine, 2003, p. 1114.
26. ↑  Faggin 1983, pp. 186-188.
27. ↑  Faggin 1983, p. 185.